# Arkol
Arkol est un groupe de rock et pop français, originaire de la banlieue parisienne. Formé en 1999, le groupe compte deux albums, Vue imprenable sorti en 2004, et On aurait dit qu'on était bien, sorti en 2007, avant la cessation de ses activités en 2008.

## Biographie
Il est formé en 1999 en région parisienne et composé de Julien Deniel et David Leprince, les deux s'étant rencontrés sur les bancs du Mans. Ils décident ensuite de s'entourer de Fabrice Cailleau et de Damien Gautier pour enregistrer ensemble une démo qui leur permet de signer en 2002 chez Warner France.
En 2003, c'est à cinq, avec Guillaume Arbonville à la batterie, qu'Arkol entre en studio et enregistre son premier album, à Bruxelles, en Belgique, aux côtés de Phil Délire. Ils sortent un premier single J'ai changé d'avis la même année, puis un premier album Vue imprenable en 2004, classé 81e du Top 100 Albums français en juin 2004. Cette même année, leur single Vingt ans rentre 30e des Top Singles. Après plus de 100 concerts dans toute la France et en Belgique, Arkol enregistre en 2005 un deuxième album, intitulé On aurait dit qu'on était bien. En 2006, le groupe sort les singles Faits divers et Mon grand-père et l'album On aurait dit qu'on était bien parait en 2007. Arkol cesse ses activités un an plus tard, en 2008.

## Membres
- Julien Deniel — chant, guitare
- David Leprince — claviers
- Fabrice Cailleau — guitare (2000—2004)
- Patrice Bui — guitare (2004—2008)
- Damien Gautier — basse
- Guillaume Arbonville — batterie

## Discographie

### Albums studio
- 2004 : Vue imprenable
- 2007 : On aurait dit qu'on était bien

### Singles et EP
- 2001 : Rock alternatif (EP, auto-production)
- 2004 : J'ai changé d'avis 2003/Vingt ans 2004/Incertain 2004/Remboursez
- 2006 : Faits divers 2006/Mon grand-père